# Euphrasia chitrovoi
Euphrasia chitrovoi — вид квіткових рослин родини вовчкових (Orobanchaceae).

## Біоморфологічна характеристика
Це напівпаразитичний однорічник.

## Поширення
Україна, Білорусь, Росія.